# Dicranomyia (Zelandoglochina) paradisea
Dicranomyia (Zelandoglochina) paradisea is een tweevleugelige uit de familie steltmuggen (Limoniidae). De soort komt voor in het Australaziatisch gebied.